# خولی گونزالو
خولی گونزالو فالکون (انگلیسی: Juli Gonzalvo; ۱۱ آوریل ۱۹۱۷ – ۲۰ ژوئیهٔ ۲۰۰۳) بازیکن فوتبال اهل اسپانیا بود. وی با نام‌های خولی گونزالو یا گونزالو اول شناخته می‌شود.
دو برادر کوچکتر او نیز از فوتبالیست‌های سرشناس بودند. خوزه گونزالوو معروف به گونزالو دوم و ماریا گونزالو معروف به گونزالو سوم هر دو برای باشگاه بارسلونا و اسپانیا بازی کردند.
وی همچنین در تیم ملی فوتبال کاتالونیا بازی کرده‌است.